# Estación de Denfert-Rochereau (Metro de París)
Denfert-Rochereau, de su nombre completo Denfert-Rochereau - Colonel Rol-Tanguy, es una estación de las líneas 4 y 6 del metro de París situada en el XIV Distrito, al sur de la capital. 
Ofrece una conexión con la línea B de la red de cercanías. 

## Historia
La estación de la línea 6 fue abierta el 24 de abril de 1906 como parte de la línea 2 sur, una línea que poco después pasaría a ser la línea 5 y finalmente la 6. Por su parte la estación de la línea 4 data del 30 de octubre de 1909.
Debe su nombre al militar francés Pierre Philippe Denfert-Rochereau conocido por su heroica defensa de la ciudad de Belfort durante la Guerra Franco-Prusiana. Su nombre se completa con una referencia a Henri Rol-Tanguy, llamado Coronel Tanguy, Jefe de la resistencia francesa durante la Segunda Guerra Mundial.

## Descripción

### Estación de la línea 4
Se compone de dos andenes laterales curvados de 90 metros de longitud y de dos vías. 
Su diseño sigue un estilo llamado carrossage utilizado en los años 50 y 60 que pretendía romper con los esquemas clásicos. Para ello se optó por cubrir omnipresentes azulejos blancos revistiendo las estaciones usando paneles y molduras que abarcaban todo el ancho de la pared. Enmarcados, los anuncios publicitarios o la señalización lograban destacar mucho más. Aunque este tipo de diseño fue muy apreciado en su momento, se acabó descartando porque su mantenimiento era costoso y complejo ya que cualquier actuación exigía retirar el revestimiento. Si bien muchas estaciones que lo lucían han regresado a diseños más clásicos no es el caso de Denfert-Rochereau que sigue conservando sus molduras horizontales de color azul mientras que las verticales, usadas en los paneles publicitarios son blancas.
La iluminación corre a cargo del anticuado modelo néons, donde unos sencillos tubos fluorescente se descuelgan de la bóveda para iluminar los andenes.
La señalización por su parte usa la moderna tipografía Parisine aunque fiel al estilo carrossage sigue usando como soporte unos paneles en relieve donde el texto aparece en letras blancas sobre un fondo azul. Por último, los asientos de la estación son azules, individualizados y de tipo Motte.
Como todas las estaciones de la línea 4 dispone de puertas de andén.

### Estación de la línea 6

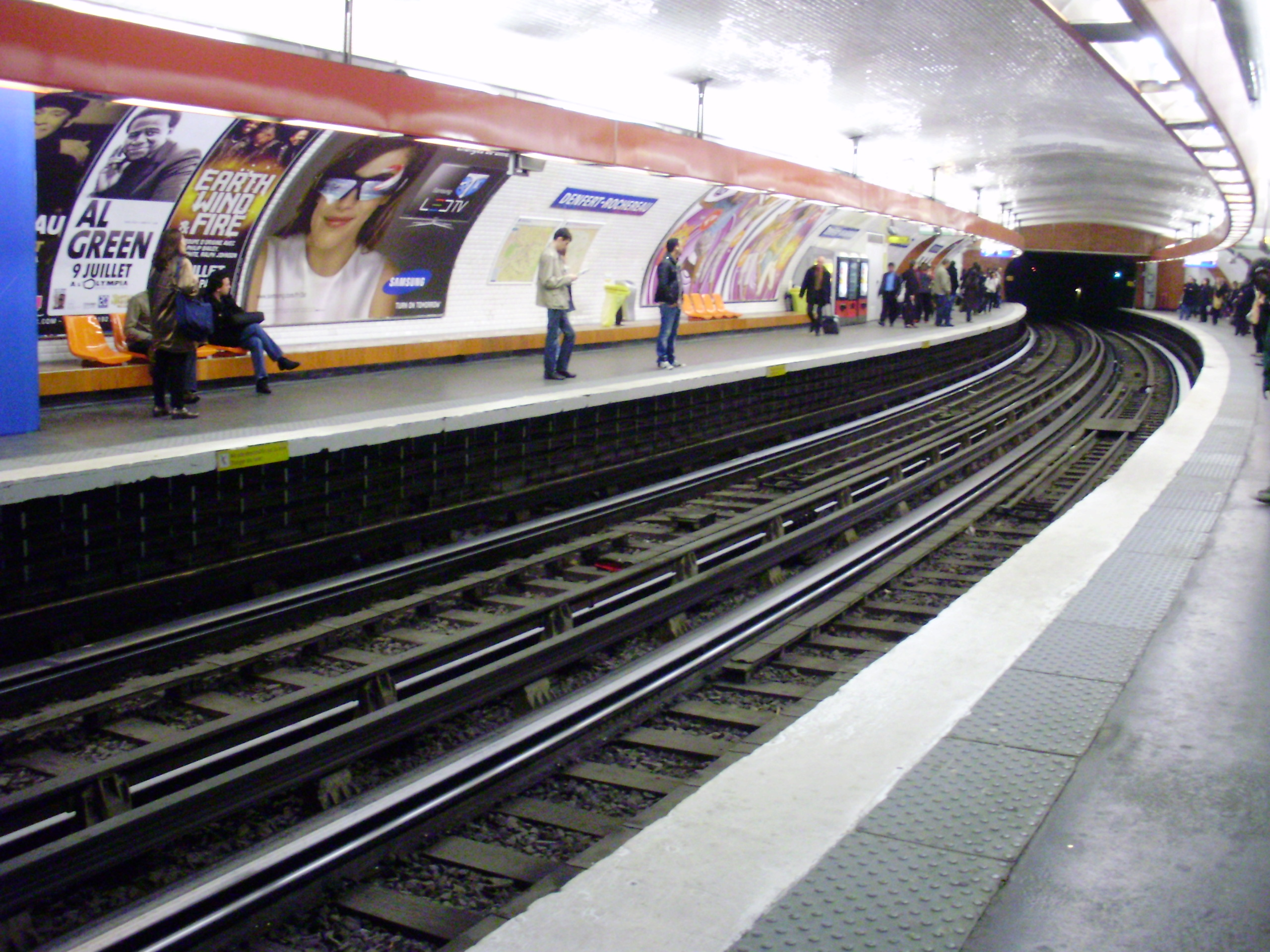
La estación de la línea 6, de claro estilo Motte.

Se compone de dos andenes laterales curvados de 75 metros de longitud y de dos vías.
Está diseñada en bóveda elíptica revestida completamente de los clásicos azulejos blancos biselados del metro parisino. La iluminación es de estilo Motte y se realiza con lámparas resguardadas en estructuras rectangulares de color rojo que sobrevuelan la totalidad de los andenes no muy lejos de las vías.
La señalización, sobre paneles metálicos de color azul y letras blancas adopta la tipografía Motte. Por último los asientos, que también son de estilo Motte, combinan una larga y estrecha hilera de cemento revestida de color naranja que sirve de banco improvisado con algunos asientos individualizados del mismo color que se sitúan sobre dicha estructura.

## Accesos
La estación dispone de cinco accesos repartidos entre la plaza Denfert-Rochereau y la avenida del Général Leclerc. Uno de ellos, realizado por Hector Guimard está catalogada como Monumento Histórico.